# Вранов-над-Топлёу (район)
Район Вранов-над-Топлёу — район Словакии. Находится в Прешовском крае. Административный центр — город Вранов-над-Топлёу. На севере граничит с районом Стропков, на востоке с районом Гуменне, на юге с Кошицким краем, на западе с районом Прешов, на северо-западе с районом Свидник.
Площадь составляет 769 км², население — 76 504 человек (2001).
На территории района находится 68 населённых пунктов, в том числе 2 города.

## Население
| Год:        | 1994   | 2004    | 2014    | 2024    |
| ----------- | ------ | ------- | ------- | ------- |
| Broj ljudi: | 73 492 | 77 591  | 80 508  | 79 395  |
| Разница:    |        | +5,57 % | +3,75 % | −1,38 % |

| Год:                | 2023   | 2024    |
| ------------------- | ------ | ------- |
| Количество человек: | 79 295 | 79 395  |
| Разница:            |        | +0,12 % |

### Статистические данные (2001)
Национальный состав:
- Словаки — 91,7 %
- Цыгане — 6,9 %

Конфессиональный состав:
- Католики — 57,5 %
- Греко-католики — 24,1 %
- Лютеране — 12,2 %
- Свидетели Иеговы — 0,7 %